# Sása (okres Zvolen)
Sása je obec na Slovensku v okrese Zvolen. Je součástí Pliešovského mikroregionu. V obci žije 830 obyvatel. První písemná zmínka o ní je z poloviny 14. století.
Z první poloviny 13. století pochází římskokatolický kostel svaté Kateřiny. Je postaven v románském slohu s menšími gotickými úpravami. Je při něm pohřben Andrej Truchlý-Sytniansky. V obci se také nachází kostel evangelický.